# A Virgem e o Menino entre os Santos João Batista e Sebastião (Perugino)
A Madona e o Menino entre os Santos João Batista e Sebastião (em italiano: Madonna col Bambino in trono tra i santi Giovanni Battista e Sebastiano) é uma pintura religiosa de Perugino, datada de 1493, mantida na Galeria Uffizi, em Florença. A pintura é assinada e datada na base do trono da Virgem "PETVS PERVSINVS PINXIT ANNO MCCCCLXXXXIII".

## Temática
A pintura tem o tema cristão tradicional da Virgem Maria e o Menino Jesus sentado em seu colo em um trono com santos, anjos, ou ambos cercando-os por todos os lados. Essa representação particular da Virgem, entronizada e cercada por uma companhia semelhante à corte, é chamada de Maestà, uma representação popular na época.
As pinturas que retratam a Maestà entraram no repertório artístico dominante, especialmente em Roma, no final do século XII e início do século XIII, com uma ênfase crescente na veneração da Virgem Maria. A Maestà foi muitas vezes executada em técnica de afresco diretamente em paredes rebocadas ou como pinturas em painéis de altar.
A Maestà é uma extensão do tema "Sede da Sabedoria" e Maria "Theotokos" (Maria, Mãe de Deus), que é uma contraparte ao ícone de Cristo em Majestade, o Cristo entronizado que é familiar nos mosaicos bizantinos Maria Regina (Maria Rainha) é um sinônimo na História da Arte para a icônica imagem de Maria entronizada com, ou sem, seu Filho

## História
O retábulo foi encomendado a Perugino por Cornelia Salviati, viúva do comerciante veneziano Giovanni Martini, e por seu filho Roberto, para a capela da igreja do convento de San Domenico em Fiesole, que provavelmente havia sido reestruturada por Giuliano da Sangallo alguns anos antes. Em 1493, Perugino casou-se com Chiara Fancelli, filha do arquiteto Luca Fancelli: o retrato desta mulher com boca estreita e queixo pontiagudo se reflete no da Virgem.
Em 1786, a obra foi comprada pelo grão-duque Leopoldo II do Sacro Império Romano-Germânico (também grão-duque Leopoldo I da Toscana) pela soma de mil coroas, entrando assim nas Galerias Reais e depois nos Uffizi em Florença.
A capela foi adornada com uma pintura de Lorenzo di Credi, e no século XX uma cópia da Virgem de Perugino foi feita por Garibaldo Ceccarelli; ainda está na igreja.
A pintura foi restaurada em 1995 com a recuperação dos acordes cromáticos originais, o que tornou mais visíveis os mínimos detalhes, como os veios da pedra na coluna da direita.

## Descrição
Em um trono elevado cuja base é decorada com motivos grotescos com o rótulo, assinatura e data de execução, a Virgem Maria está sentada com o Menino Jesus de joelhos olhando para São João Evangelista, localizado à esquerda, que por sua vez aponta para ele com o dedo. À direita, São Sebastião é retratado durante seu martírio: nu, exceto por um pano semelhante ao perizônio de Cristo, ele se expõe aos golpes de flechas com um olhar impaciente e melancólico voltado para o céu. Esta pose é encontrada em muitas das obras de Perugino dedicadas a São Sebastião. A coluna atrás dele é provavelmente destacada para lembrar a coluna de seu martírio. O olhar ausente e pensativo de Maria dirige-se para a direita, oposto ao do Menino e dirige-se para o corpo de Sebastião. Nenhum personagem olha para o espectador.
O cenário arquitetônico tem uma aparência simétrica com capitéis projetados, encimados por abóbadas arqueadas semicirculares típicas do estilo Perugino da época. Neste caso o pórtico é limitado a três fileiras de profundidade e a estrutura arquitetônica simples e solene é idêntica e começa em primeiro plano, a representação em perspectiva monofocal com um ponto de fuga central, embora escondido pela presença da Virgem, abre-se ao fundo consistindo em uma paisagem suave típica do estilo Perugino com uma série de montanhas e colinas pontuado por arbustos que se degradam ao longe em um céu claro, tornando o espaço amplo e profundo (Perspectiva atmosférica).
A cena é iluminada a partir da direita, como sublinhado pelas longas sombras escuras no chão, de acordo com a situação real da capela original para a qual a pintura foi destinada.
A Virgem, o Menino e os santos usam uma auréola fina e dourada.